# Randwick (del av en befolkad plats)
Randwick är en del av en befolkad plats i Australien. Den ligger i kommunen Randwick och delstaten New South Wales, i den sydöstra delen av landet, nära delstatshuvudstaden Sydney. Antalet invånare är 25 819.
Trakten är tätbefolkad. Närmaste större samhälle är Sydney, nära Randwick. 
Runt Randwick är det i huvudsak tätbebyggt. Genomsnittlig årsnederbörd är 1 380 millimeter. Den regnigaste månaden är februari, med i genomsnitt 200 mm nederbörd, och den torraste är juli, med 36 mm nederbörd.